# Snortamarin
De snortamarin (Saguinus mystax)  is een zoogdier uit de familie van de klauwaapjes (Callitrichidae). Het dier heeft een zwartbruine vacht op de hele rug en buik en een geheel witte snuit en wangen. Het det voedsel bestaat uit vruchten, insecten, gom, nectar en kleine gewervelde dieren. De soort leeft in groepen van 3 tot 10 dieren. Er zijn meer mannetjes dan vrouwtjes, en de jongen worden ook verzorgd door mannetjes die niet de biologische vader zijn. De soort wordt aangetroffen in het westelijke Amazonegebied ten zuiden van deze rivier in Peru en Brazilië. In het hele verspreidingsgebied komt het dier samen voor met een van de soorten van het geslacht zadelrugtamarins (Leontocebus) en daarmee worden soms gemengde groepen gevormd. Hoewel de soort wordt gevangen om als huisdier te worden verkocht en er sporadisch op wordt gejaagd, is deze geclassificeerd als niet-bedreigde soort.

## Beschrijving
Deze kleine primaten hebben een kop-romplengte van 23½-28 cm en een staart van ongeveer 38 cm. De dieren wegen 450-650 g. De vrouwtjes zijn iets zwaarder dan mannetjes. Hoofd en lichaam zijn bedekt met lang en zijdeachtig zwart haar. Hun gezicht is vrij vlak, met amandelvormige ogen en grote harige oren. Het witte gezichtshaar rond hun mond is het onderscheidende kenmerk dat de snortamarin zijn naam geeft. De nagels op hun handen en voeten zijn niet plat zoals bij apen van andere families maar zijn klauwvormig, behalve de nagel van de grote teen.

### Anatomie
De tandformule van de volwassen snortamarin is 2.1.3.22.1.3.2 × 2 = 32, dat wil zeggen twee snijtanden, een hoektand, drie valse kiezen en twee ware kiezen in elke helft van de bovenkaak, en diezelfde elementen in de onderkaak. Dit is identiek aan de elementen van het gebit van alle andere klauwaapjes met uitzondering van de springtamarin, die drie kiezen heeft. De onderste snijtanden zijn kort vergeleken met de hoektanden, waardoor de laatste beter geschikt zijn om vruchten te openen, met name de harde of leerachtige peulen van de vlinderbloemige geslachten Parkia en Inga.

### Ontwikkeling
Baby's worden geboren met een snor. Ze worden de eerste 3 maanden van hun leven gezoogd. Daarna worden pogingen om te zogen door de moeder afgewezen. De volgorde van doorbraak van permanente tanden in de bovenkaak is voorste ware kies, beide snijtanden, achterste ware kies, de valse kiezen van achter naar voor en tot slot de hoektand. In de onderkaak is deze volgorde hetzelfde behalve dat de middelste valse kies doorkomt als voorlaatste. Het gebit begint rond de 4 maanden door te komen en is rond de 11 maanden voltooid. De volwassen lichaamsgrootte wordt rond de 12 maanden bereikt, maar de geslachtsdelen en de klier in het geslachtsgebied blijven kleiner dan bij volledig volwassen individuen van ten minste 18 maanden oud. Vanaf de geboorte worden baby's voornamelijk gedragen door volwassen mannetjes en andere groepsleden. Baby's worden op de rug gedragen en maken hun eerste uitstapjes als ze ongeveer 3 weken oud zijn. Ze beginnen om vast voedsel te bedelend bij andere groepsleden rond de leeftijd van 4-5 weken. Bedelgedrag kan doorgaan tot het einde van het eerste levensjaar, vooral als het gaat om voedsel dat moeilijk te hanteren is voor baby's en adolescenten. Het bedelgedrag gaat gepaard met specifieke geluiden.

### Verschillen met gelijkende soorten
De snortamarin heeft een zwartbruine vacht op de hele rug en buik en een geheel witte snuit en wangen. Dit onderscheidt hem van de nauw verwante roodbuiktamarin die ook een zwartbruine vacht heeft, maar met een roestrode onderkant en een veel smallere witte zone over de snuit en op de wangen, en van de keizertamarin die een grijsachtige of bruinachtige agouti-kleurige vacht en een witte snuit en wangen heeft met hele lange witte haren die een bijna volledig cirkelvormige snor vormen. Zadelrugtamarins, waarvan de verspreiding van verschillende soorten samenvalt met de snortamarin, hebben ook een zwartbruine vacht, maar het bovenste deel van de rug heeft een andere kleur en de snuit is grijs. De snortamarin is ook groter dan deze soorten zadeltamarins. De gemiddelde kop-romplengte is bijvoorbeeld 23½-28 cm bij de snortamarin en 19-23½ cm bij Geoffroys zadelrugtamarin. De typische ondersoort van de roodkoptamarin onderscheidt zich van de snortamarin door zijn roestrode voorhoofd en kroon, terwijl de andere ondersoort (Saguinus pileatus pluto) witachtige haren heeft aan de onderkant van de staartbasis.

## Taxonomie
De snortamarin werd voor het eerst beschreven door de Duitse ontdekkingsreiziger, natuuronderzoeker en taxonoom Johann Baptist von Spix in 1823, op basis van een exemplaar dat was gevangen in het overstromingsbos op de zuidoever van de Amazonerivier nabij de plaats São Paulo de Olivença, en hij noemde de soort Midas mystax. In 1848 onderscheidden Isidore Geoffroy Saint-Hilaire en Émile Deville een dier dat was gevangen aan de oever van de Rio Javary en noemde het Midas pileatus. In 1854 plaatste de Frans zoöloog, paleontoloog en anatoom Paul Gervais de door Geoffroy Saint-Hilaire en Deville beschreven soort in het geslacht Hapale en vormde daarmee de nieuwe combinatie Hapale pileata. Johann Andreas Wagner plaatste in 1855 op zijn beurt het dier beschreven door Von Spix in dat geslacht en maakte de combinatie Hapale mystax. In 1862 meende Edward Gerrard, een preparateur die werkte voor het British Museum dat het dier thuishoorde in het geslacht Jacchus en creëerde zo Jacchus mystax. In 1878 beschouwde Édouard Louis Trouessart het geslacht Midas als ondergeslacht van Hapale en zo ontstond de combinatie Hapale (Midas) mystax. De Duits-Braziliaanse zoöloog Hermann von Ihering beschreef in 1904 een ondersoort die hij Midas pileatus juruanus noemde. In 1912 meende de Spaanse zoöloog Ángel Cabrera dat de soort beschreven door Von Spix geplaatst zou moeten worden in het geslacht Leontocebus en maakt zo de nieuwe combinatie Leontocebus mystax. Vervolgens plaatste Daniel Giraud Elliot de door Geoffroy Saint-Hilaire en Deville beschreven soort eveneens in dat geslacht en vormde zo de combinatie Leontocebus pileatus in 1913. In 1917 stelde Reginald Innes Pocock voor het geslacht Mystax te onderscheiden zodat de combinatie Mystax mystax werd gemaakt. In 1926 beschouwde E. Lampert Leontocebus als onderdeel van Hapale en vormde zo de nieuwe combinatie Hapale (Leontocebus) mystax. Datzelfde jaar beschreef Einar Lönnberg een volgens hem nieuwe soort gevonden langs het Ayapuá meer bij de Purus rivier, die hij de naam Mystax pluto gaf. In 1945 werd postuum een werk van de Braziliaanse zoöloog Eladio da Cruz Lima gepubliceerd waarin hij aan zijn nieuwe geslacht Tamarin zowel de soort van Geoffroy Saint-Hilaire en Deville als die van Lönnberg een plaats gaf en zo Tamarin pileatus en T. pluto maakte. De Amerikaanse mammaloog Philip Hershkovitz maakte op zijn beurt in 1949 het geslacht Marikina en onderscheidde M. mystax, M. pluto, M. pileata pileata en M. pileata juruana. William Charles Osman Hill corrigeerde (ten onrechte) in 1957 de geslachtsnaam van Da Cruz Lima tot Tamarinus en maakte op die manier Tamarinus mystax, Tamarinus pluto, en Tamarinus pileatus. J.B. Deinhardt, J. Devine, M. Possovoy, R. Pohlmann en F. Deinhardt waren in 1967 de eerste die de huidige wetenschappelijke naam Saguinus mystax gebruikten. In 1967 vormde J.R. Napier en P.H. Napier de nieuwe combinaties Saguinus pluto en S. pileatus. In 1968 onderscheidde Hershkovitz als ondersoorten Saguinus mystax mystax, Saguinus mystax pluto en Saguinus mystax pileatus. D’Alessandro, Eberhard, De Hincapie en Halstead maakte in 1986 een spelfout in de soortnaam van Von Spix en vormde zo Saguinus mistax.
De roodkoptamarin (Saguinus pileatus) wordt soms als ondersoort van deze soort gerekend, maar uit onderzoek uit 2023 blijkt het wel degelijk een aparte soort, waartoe ook de ondersoort Saguinus mystax pluto bleek te behoren. Saguinus kulina werd in dit onderzoek als aparte soort beschreven, in populaties die voorheen tot de snortamarin gerekend werden. Er worden nu geen ondersoorten meer erkend.

## Gedrag

### Voortbeweging
De snortamarin kan op verschillende manieren bewegen, maar lopen op vier poten en springen, voornamelijk horizontaal, worden het meest gebruikt. Hij springt zelden verticaal. De lange staart wordt gebruikt om te balanceren, met name tijdens het bewegen op smalle takken en tijdens sprongen. De dieren lopen voornamelijk vooruit op smalle takken, vooral diagonaal op hellingen en hoofdzakelijk zijdelings bij het afdalen.

## Voorkomen
Deze soort komt voor in Brazilië en Peru, ten zuiden van de Amazone, ten oosten van de Ucayali en ten westen  van de  Purus, in primair en secundair regenwoud.